# محمد صفاء عامر
محمد صفاء عامر مؤلف وكاتب سيناريو  مصري من مواليد محافظة قنا في 22 يناير 1941، تخرج من كلية الحقوق عام 1963، وعمل في السلك القضائي حتى أصبح مستشارًا بمحكمة الإسكندرية، ثم استقال وتفرغ للكتابة.

## انعكاس نشأته وحياته على كتاباته
تأثر عامر بنشأته الريفية في صعيد مصر، وينسب إليه استحداث وظيفة مصحح اللهجة الصعيدية  في المسلسلات التليفزيونية، تجنبا لمشاكل اللهجة. يحكي عامر، في لقاء تليفزيوني، عن عشقه لمدينة الإسكندرية، حيث عمل بها، وتأثر بهدوئها وأقام بها لفترة طويلة، كما أشار لكثرة الصعايدة في المدينة الساحلية، وقد كانت الإسكندرية والصعيد مكانين رئيسيين للأحداث في بعض أعماله. أثرت نشأته الصعيدية على أجواء مسلسلاته، واستثمر نجاحه الكبير في «ذئاب الجبل» في مسلسلات مختلفة تركزت على دراما الصعيد، حتى صارت ثيمة شهيرة ورائجة في الدراما المصرية.

## رحيله
رحل محمد صفاء عامر في 13 أغسطس 2013 عن عمر ناهز 72 عاماً، تاركاً نحو 50 عملاً بين السينما والدراما التليفزيونية، وترك سيناريو مسلسل كان يتفاوض عليه مع إحدى شركات الإنتاج بعنوان «شفيقة ومتولي».

## قالوا عنه
قال عنه الفنان صلاح السعدني: «لا أجد كلامًا أصف به صاحب أهم كلاسيكيات في دراما الصعيد في مصر، وأخي الذي لم تلده أمي، فهو واحد من هؤلاء الذين قامت على أكتافهم الدراما، وهو من وضع قالبًا للدراما مع صديقه الراحل أسامة أنور عكاشة».
قال الكاتب يسري الجندي: "لم أكن أتخيل أن يهزم المرض (صفاء) بهذه السرعة، لأنه كان يحمل بداخله شخصية محارب ومحب للحياة، ورغم أن مشواره الفني لم يكن طويلا، فإنه أثبت أنه قامة فنية كبيرة تستحق أن تكون في مقدمة جيلها، لما يتمتع به من خصوصية شديدة في أعماله، فقد كان أهم وأكثر المؤلفين الذين تناولوا قضايا الصعيد الشائكة والحساسة بإبداع ورقي وعمق، مما يجعله يستحق لقب (رائد الدراما) التي تحدثت عن واقع الصعيد".
كتب موقع أخبارك: «مسيرة السينمائية، بالرغم من قلتها، باستثناء فيلم»صعيدي رايح جاي «، لم تحظَ بالنجاح الذي حققته مسلسلاته التي صارت من كلاسيكيات التليفزيون المصري».
كتب حاتم سعيد حسن على موقع الوطن: «واحداً من رواد وكبار مؤلفي الدراما الصعيدية بالتليفزيون».
كتبت صحيفة الأهرام: "محمد صفاء عامر قدم للدراما المصرية عدد كبير من الأعمال المميزة التي تركت أثراً كبيراً لدى المشاهدين منها "ذئاب الجبل"،"الضوء الشارد"،"الطيب والشرس والجميلة"،"مسألة مبدأ".
كان رأي موقع الأسبوع أن محمد صفاء عامر واحدا من أهم وأبرز المؤلفين الذين ركزوا في كتاباتهم على واقع أهل الصعيد". قالت عنه صحيفة الاتحاد ان محمد صفاء عامر هو رائد الدراما الصعيدية.
كتب الموقع الألماني (dw): «يعد الكاتب الراحل أحد أشهر من كتبوا السيناريو للدراما التليفزيونية المصرية»، وأطلق عليه موقع البوابة «مبدع ذئاب الجبل»، وكتب موقع حواء لايف: «من أهم الكتاب الذين ألقوا الضوء في كتاباتهم على نقد العادات السيئة في صعيد مصر»، كما وصفته صحيفة المال الاقتصادية المصرية اليومية بأنه الكاتب المنتمي لقبيلة «هوارة» في صعيد مصر.

## قائمة أفلامه
فيلم «إتفرج يا سلام» للمخرج محمد كامل القليوبي عام 2001 
فيلم «صعيدي رايح جاي» للمخرج محمد النجار عام 2001 
فيلم «المهمة» للمخرج أحمد السبعاوي عام 1999
فيلم «الهروب إلى القمة» للمخرج عادل الأعصر عام 1996
فيلم «الطيب والشرس والجميلة» للمخرج مدحت السباعي عام 1994
فيلم «الشيطان يقدم حلا» للمخرج محمد عبد العزيز عام 1991
فيلم «نشاطركم الأفراح» للمخرج محمد عبد العزيز عام 1988
فيلم «وكيل النائب العام» للمخرج محمود الشريف.
أهم مسلسلاته: ذئاب الجبل عام 1993- الضوء الشارد عام 1998- حدائق الشيطان عام 2006 - حلم الجنوبي عام 1997- أفراح إبليس عام 2009 – الفرار من الحب عام 2000.

## وصلات خارجية
https://elcinema.com/person/1082274/ محمد صفاء عامر (كاتب)
https://dhliz.com/artist/qHo3YamUlK8/ محمد صفاء عامر (كاتب)
https://www.albawabhnews.com/4412556 محمد صفاء عامر (كاتب)
https://www.elwatannews.com/news/details/4538498 محمد صفاء عامر (كاتب)
https://karohat.com/Person/cd2b247e-df4c-413f-8a95-fd1e5cd9a5e8 محمد صفاء عامر (كاتب)